# Fortuna, Kalifornien
Fortuna är en stad (city) i Humboldt County, i delstaten Kalifornien, USA. Enligt United States Census Bureau har staden en folkmängd på 11 939 invånare (2011) och en landarea på 12,5 km².